# Lánivtsi
Lánivtsi (ucraniano: Ла́нівці; polaco: Łanowce) es una ciudad de Ucrania, perteneciente al raión de Krémenets en la óblast de Ternópil.
En 2017, la ciudad tenía una población de 11 700 habitantes. Desde 2017, es sede de un municipio que incluye 40 pueblos y tiene una población total de unos veintidós mil habitantes; el municipio se formó al incorporar al territorio de la ciudad los hasta entonces consejos rurales de Zahirtsi, Krasnoluká, Yúskivtsi y Yakýmivtsi.
Se conoce la existencia del pueblo desde 1444, cuando se menciona en un documento de Casimiro IV Jagellón. Adoptó el Derecho de Magdeburgo en 1545. Tras las Particiones de Polonia de finales del siglo XVIII, la ciudad se incorporó al Imperio ruso, dentro del cual se convirtió en un importante shtetl en el contexto histórico de la Zona de Asentamiento: en el censo de 1897, la mitad de los habitantes locales eran judíos, pero en los primeros años del siglo XX sufrieron varios pogromos y muchos de los judíos locales emigraron a Europa Occidental y Estados Unidos, reduciéndose la población judía a la mitad en dos décadas. En 1918 se incorporó a la Segunda República Polaca, a la que perteneció hasta la Segunda Guerra Mundial, cuando los invasores alemanes crearon en la ciudad un gueto en el que asesinaron a dos mil judíos de toda la zona. En 1944 se incorporó a la RSS de Ucrania, donde pasó a ser la sede del raión de Lánivtsi, que existió hasta 2020.
Se ubica unos 20 km al sureste de la capital distrital Krémenets y unos 40 km al noreste de la capital regional Ternópil.